# Megistostigma burmanicum
Megistostigma burmanicum är en törelväxtart som först beskrevs av Wilhelm Sulpiz Kurz, och fick sitt nu gällande namn av Airy Shaw. Megistostigma burmanicum ingår i släktet Megistostigma och familjen törelväxter. Inga underarter finns listade i Catalogue of Life.